# GAT-X303 Aegis
Este artículo es sobre un arma ficticia de la línea de tiempo Era cósmica de la serie de anime Gundam Seed.
El GAT-X303 Aegis Gundam es uno de los cuatro mobile suits prototipo de la Alianza Terrestre capturados por ZAFT. 
El GAT-X303 Aegis Gundam es un mobile suit de mando que posee una red de sensores muy avanzada y un gran potencial de ataque. Puede transformarse en una mobile armor armada con un cañón de energía superpesado (el cual fue luego usado en el GAT-X131 Calamity Gundam). En combates cuerpo a cuerpo, Aegis está equipado con 4 sables de haz, cada uno montado en una de las extremidades, esto le da la ventaja de poder atacar simultameamente con todas ellas sin necesidad de ser empuñadas, y son funcionales tanto en modo mobile suit como en modo mobile armor.
Después de analizar los datos recopilados, ZAFT adoptó el sistema de transformación del Aegis para su nuevo y mucho mayor en tamaño ZGMF-X11A Regenerate Gundam, que se trata de un diseño de mobile suit transformable fuertemente basado en el Aegis.

## Historia
Con el inicio de la guerra, la Federación Atlántica de Alianza Terrestre comienza un proyecto secreto para desarrollar mobile suits capaces de luchar contra los ZGMF-1017 GINN producidos en masa por ZAFT, a la vez de ser operativos frente a la interferencia de los Interferentes-N gracias a su batería de energía ultracompacta. El GAT-X303 Aegis es uno de los 5 prototipos que la Alianza secretamente construía en una base secreta dentro de la colonia neutral Heliopolis. Al igual que los otros prototipos, el Aegis está equipado con el nuevo sistema de armadura de Desplazamiento de Fase (Phase Shift). En el modo de Desplazamiento de Fase, el Aegis no es afectado por ataques de proyectiles y armas de combate cuerpo a cuerpo. Sin embargo, usar el Desplazamiento de Fase por periodos prolongados de tiempo significa un desgaste masivo de energía de la batería.
La primera aparición en combate del Aegis es el 25 de enero del C.E. 71, cuando es capturado por el piloto de ZAFT, Athrun Zala, durante el asalto en Heliopolis, y este le sirve como su propio mobile suit hasta su destrucción a el 17 de abril en lucha contra Kira Yamato en el GAT-X105 Strike y Tolle Koenig en un FX-550 Skygrasper. En la que Athrun auto destruye el Aegis mientras aprisionaba  el Strike Gundam, destruyendo ambas unidades. Athrun consigue escapar justo antes de la explosión y es encontrado inconsciente en la playa cercana al combate por Cagalli Yula Athha. Al final de ese año, Athrun retorna al combate con una nueva unidad derivada del Aegis el ZGMF-X09A Justice Gundam. A partir de este punto y hasta el final de la guerra, él pilota el Justice Gundam como parte de la facción Clyne junto a Kira Yamato y el ZGMF-X10A Freedom Gundam.
Previo a esto el Aegis Gundam fue transportado a la tierra el 13 de febrero para perseguir al Archangel, permaneciendo este en la base Carpentaria localizada en Australia hasta que el Archangel pasó a través del océano Índico, donde fue enviado a reunirse con el submarino de clase Vosgulov Cousteau. Los mobile suits Aegis, Duel, Buster y Blitz interceptan el Archangel en medio del océano y se ve forzado a retirarse a Orb para realizar reparaciones críticas.
Los restos de este suit son representados como una zona donde los críos juegan.

## Especificaciones técnicas
- Número de modelo: GAT-X303.
- Nombre en código: Aegis Gundam.
- Tipo de Unidad: Prototipo de mobile suit transformable para desempeñar funciones como unidad de mando y ataque.
- Fabricante: Morgenroete Inc.
- Operadores: Alianza Terrestre (Federación Atlántica); ZAFT.
- Primera fabricación: 25 de enero del C.E. 71.
- Acomodación: un solo piloto, en una cabina estándar en el torso.
- Altura: 18.86 metros.
- Peso: 79.9 toneladas.
- Planta energetica: Batería de energía ultracompacta, potencia desconocida.
- Equipamiento y rasgos de diseño: Sensores, rango desconocido; armadura de Desplazamiento de Fase (PS).
- Armamento: 2 x "Igelstellung" 75mm multi-barril CIWS enlazados, montados en la cabeza; 4 x sable de haz, 1 montado en cada brazo y pierna; escudo, montado en el brazo izquierdo; rifle de 60mm, de potencia desconocida, almacenado en la cadera derecha; cañón de energía de 580mm "Scylla", potencia desconocida, operativo solo en el modo mobile armor.
- Piloto: Athrun Zala